# Otto av Freising

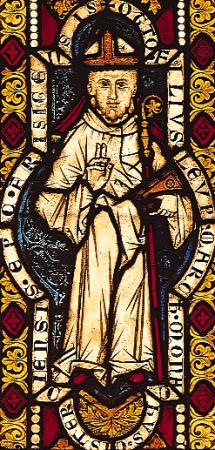
Otto von Freising

Otto av Freising, född omkring 1112, död 12 september 1158, var en tysk biskop och krönikeskrivare. 
Otto var son till markgreven Leopold III av Österrike och kejsar Henrik IV:s dotter, hertig Fredrik I:s av Schwaben änka, Agnes. Sålunda var han halvbror till kung Konrad III, som han följde på andra korståget (1147—49), och farbror till kejsar Fredrik I Barbarossa. 
Otto blev biskop i Freising 1137. Han författade 1143-46 ett historisk-filosofiskt verk De duabus civitatibus (Om de två rikena, nämligen det jordiska och det himmelska; första kritiska upplaga i "Monumenta Germaniæ historica", Scriptores XX, 1867), ett slags världshistoria, i vilken dock författarens egenskap av teolog framträder förhärskande, samt året före sin död Gesta Friderici imperatoris, i vilket verk han med lättbegriplig partiskhet för hohenstauferna skildrar Fredrik I:s historia intill 1156. Arbetet fortsattes av hans kaplan, domherren Ragewin (Rahewin) i Freising. Hans verk är utgivna i "Monumenta Germaniæ historica", XX. Två böcker av hans världshistoria och hela hans "Gesta Friderici" utgavs i tysk översättning av Horst Kohl (andra upplagan 1894).